# Paromphacodes
Paromphacodes là một chi bướm đêm thuộc họ Geometridae.